# Kaap Peron (Rockingham)
Kaap Peron (Engels: Cape Peron) is een kaap nabij Rockingham, op ongeveer 55 kilometer van West-Australiës hoofdstad Perth. De kaap vormt de meest zuidelijke grens van de Cockburn Sound en wordt door een 4, 2 kilometer lange dijkweg met Garden Island verbonden. Op Garden Island bevindt zich een grote militaire basis waardoor de toegang er wordt beperkt.

## Geschiedenis
De Nyungah Aborigines waren de oorspronkelijke bewoners van het zuidwesten van West-Australië. Op kaap Peron staan vijf plaatsen geregistreerd als aborigineserfgoed.
Kaap Peron werd vernoemd naar François Péron. Péron was een naturalist die aan Nicolas Baudins expeditie tussen 1800 en 1804 deelnam. Baudin verkende met twee schepen, de Naturaliste en de Geographe, de kusten van Australië. Baudin benoemde een aantal plaatsen in de omgeving van de kaap waaronder Cape Peron, Ile Buache (later Garden Island genoemd) en Ile Bertollett (later Carnac Island).
In de jaren 1920, met de opkomst van de automobiel, werd kaap Peron een toeristische trekpleister. In de jaren 1930 verpachtte de overheid kaap Peron aan Rockingham maar de pacht vermeldde de mogelijkheid tot onmiddellijk intrekking voor militaire doeleinden. In 1937 vonden er militaire oefeningen plaats.
Toen Japan tijdens de Tweede Wereldoorlog Hong Kong, Singapore, de Filipijnen en Nederlands-Indië veroverde werd Australië belangrijk voor de geallieerden. In 1942 werd luchtafweergeschut geplaatst op kaap Peron en Garden Island. Er werd een net in zee gespannen om Japanse onderzeeërs de toegang tot de Cockburn Sound te beletten. Op 1 december 1944 werden de operaties op kaap Peron stopgezet. Na de oorlog werd de kaap weer een toeristische trekpleister. Defensie bleef er af en toe oefeningen houden.
In 1964 werd de kaap overgeheveld van het Australische gemenebest naar de deelstaat West-Australië met het advies het te reserveren voor recreatie en als natuurpark.
Van 1971 tot 1973 werd een dijkweg (En:causeway) tussen kaap Peron en Garden Island aangelegd. Twee bruggen, die ongeveer 25% van de lengte van de dijkweg uitmaken, zorgen ervoor dat er water tussen de Indische Oceaan en de Cockburn Sound kan stromen. Vervolgens werd een 200-meter lange pier gebouwd ten westen van de dijkweg waarna de Point Peron Boat Launching Facility tussen de twee in werd aangelegd. In 1986 werd nog een 65-meter lange pier, haaks op de eerste pier, gebouwd. Daardoor werd de jachthaven beter beschermd.
In 1992 werden er wandelwegen tussen de ruïnes van de militaire posten aangelegd. In 2019 werd de John Point-uitkijk opgeknapt en zal deze voorzien worden met informatiepanelen over de militaire activiteiten tijdens de Tweede Wereldoorlog.

## Fauna en flora
Kaap Peron is gelegen in het Rockingham Lakes Regional Park. De wateren eromheen worden beschermd door het Shoalwater Islands Marine Park.
De plantengroei moet er een ruig klimaat van hete droge zomers en koude winderige winters weerstaan. Er groeit Frankeniaceae, Spinifex en  Cyperaceae die meer landinwaarts overgaat in Acacia rostellifera, Olearia solandri en open grasland.
Men kan er de oostelijke rifreiger, regenwulp, kanoet, grote kanoet, Australische bonte scholekster en de Australische zwarte scholekster waarnemen langs het water. In het struikgewas meer landinwaarts vindt men de regenboogbijeneter, grijze waaierstaart, roodstuitdoornsnavel, witbrauwstruiksluiper en de grijsrugbrilvogel.

## Toerisme
Vanaf kaap Peron kan men snorkelen en duiken. De wateren rond de kaap zijn bezaaid met riffen, grotten en onderdoorgangen.